# Bombardeo de las ocho horas
Se conoce como bombardeo de las ocho horas a uno de los bombardeos aéreos que tuvo lugar en la ciudad de Alicante durante la Guerra Civil Española. Este ataque se produjo el 28 de noviembre de 1936 y se prolongó hasta las primeras horas del día siguiente, 29 de noviembre. A pesar de ser uno de los bombardeos más notorios de la guerra, muchos de los detalles de este evento han permanecido en la sombra durante un largo período de tiempo.

## Descripción
Este bombardeo sobre Alicante se creyó que fue ejecutado en represalia por el fusilamiento de José Antonio Primo de Rivera, fundador de la Falange Española, aunque este dato se ha considerado impreciso. Las circunstancias exactas que llevaron a la elección de Alicante como objetivo y la identidad de las fuerzas atacantes han sido temas de considerable debate histórico.
El bombardeo fue llevado a cabo por dieciséis aviones Junker Ju-52/3m de la Legión Cóndor alemana, partiendo de su base principal de Tablada en Sevilla, y dirigiéndose a Alicante. El objetivo principal del ataque era impedir la llegada de material soviético por mar y su posterior distribución.
Los bombarderos volaron a altitudes de entre 2000 y 2500 metros y sus objetivos incluían el campo de aviación de Rabasa, la zona portuaria, los depósitos de CAMPSA y las estaciones de ferrocarril. Durante la operación, los aviones alemanes contaron con el apoyo de un crucero y dos destructores alemanes que emitían señales para orientarlos durante el ataque.
Durante el bombardeo, se lanzaron aproximadamente 14,4 toneladas de bombas explosivas y 4608 toneladas de artefactos incendiarios. Según el Comité Provincial Popular de Defensa Local, se lanzaron 160 bombas, causando la muerte de tres personas y heridas a veintiséis más. El bombardeo también tuvo repercusiones políticas. Tras el ataque, 53 presos políticos alicantinos fueron asesinados en una represalia llevada a cabo por milicianos republicanos del Frente Popular en el cementerio de Alicante. Solo un hombre logró escapar.